# Põlvamaa
Põlvamaa  vagy Põlva megye (észtül: Põlva maakond) Észtország 15 megyéjének egyike. Az ország délkeleti részén fekszik, északról a Tartumaa, délről Võrumaa megye, délnyugatról Valgamaa, nyugatról Viljandi megye határolja, keletről az Oroszországban lévő Pszkovi terület határolja.
A megye lakossága 2013-ban 27 028 fő volt, Észtország lakosságának 2,1 százaléka.

## A megye közigazgatása
Harjumaa területe 3 városból (észtül: linn) és 19 községből (észtül: vald) áll.

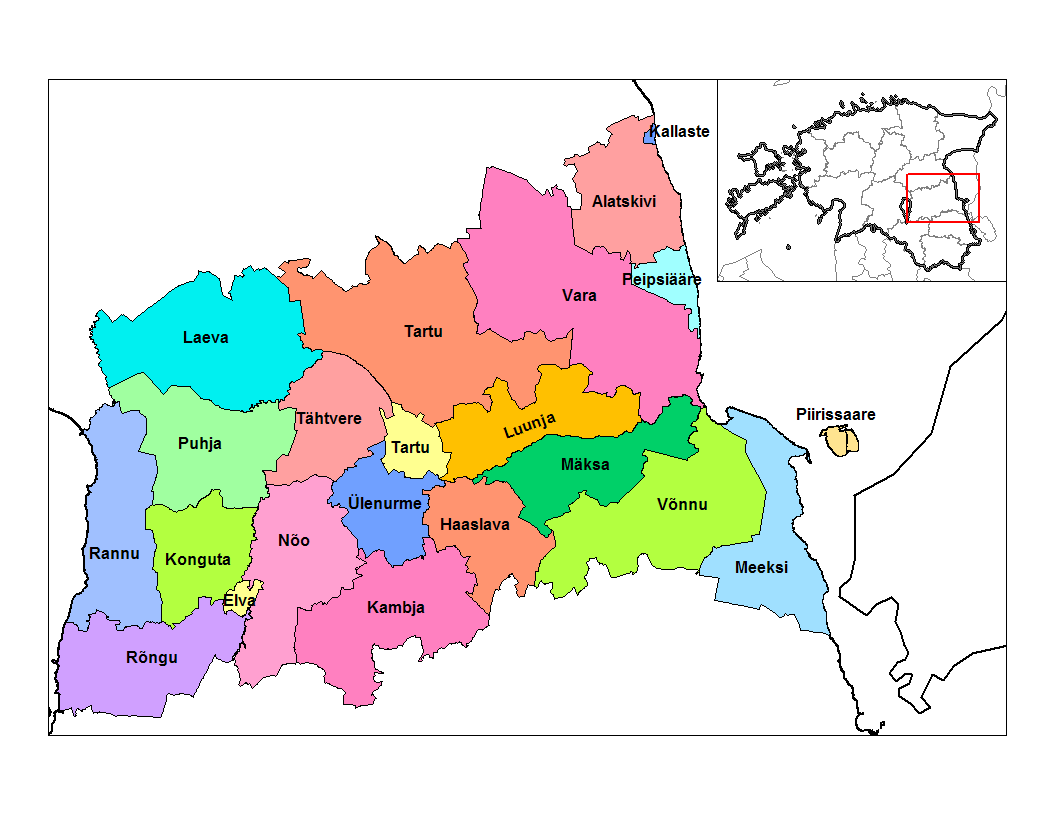
Põlva közigazgatási egységei

Városok:
- Elva
- Kallaste
- Tartu

Községek:
- Ahja
- Kanepi
- Kõlleste
- Laheda
- Mikitamäe
- Mooste
- Orava
- Põlva
- Räpina
- Valgjärve
- Vastse-Kuuste
- Veriora
- Värska

## Galéria

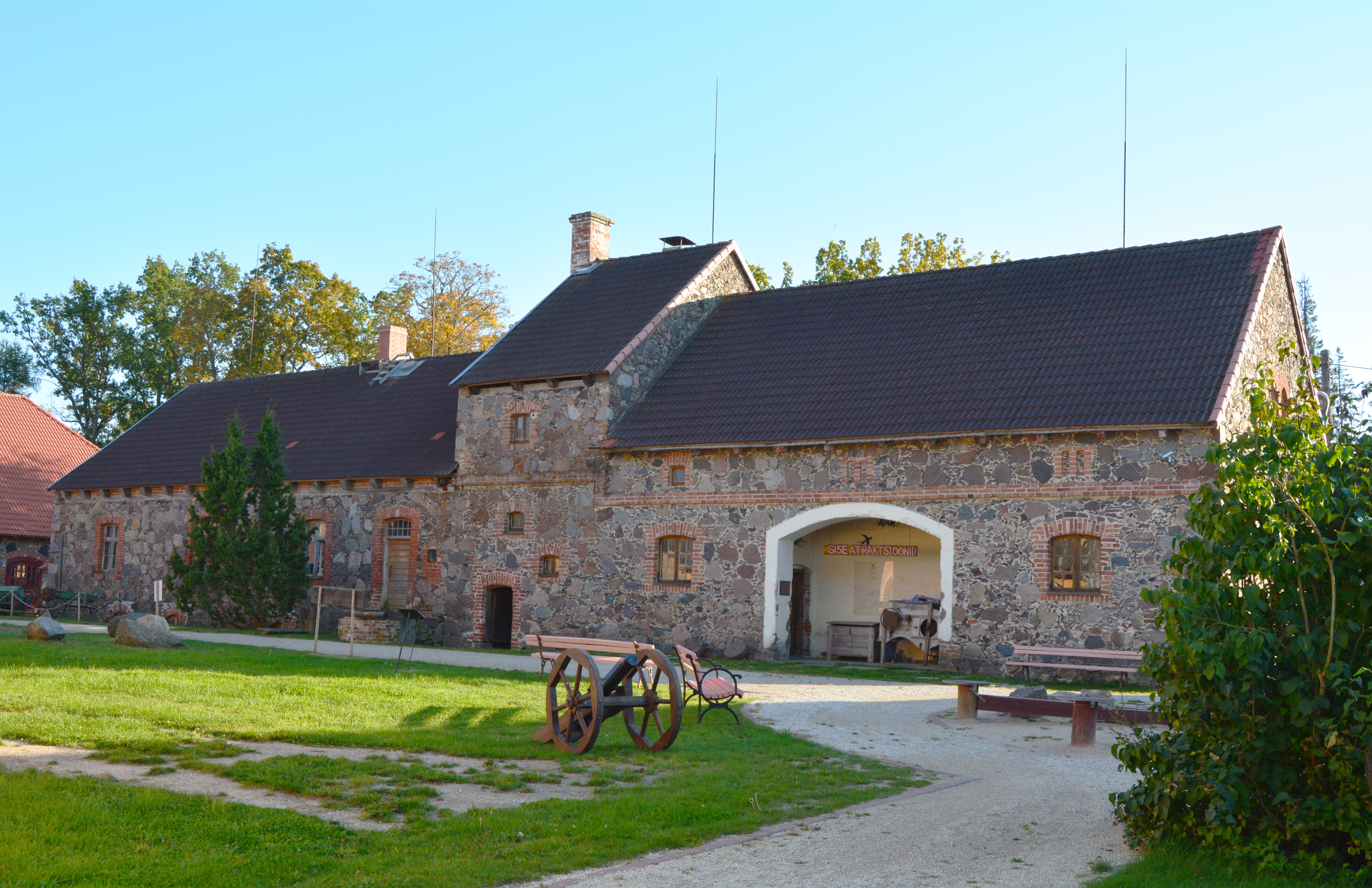
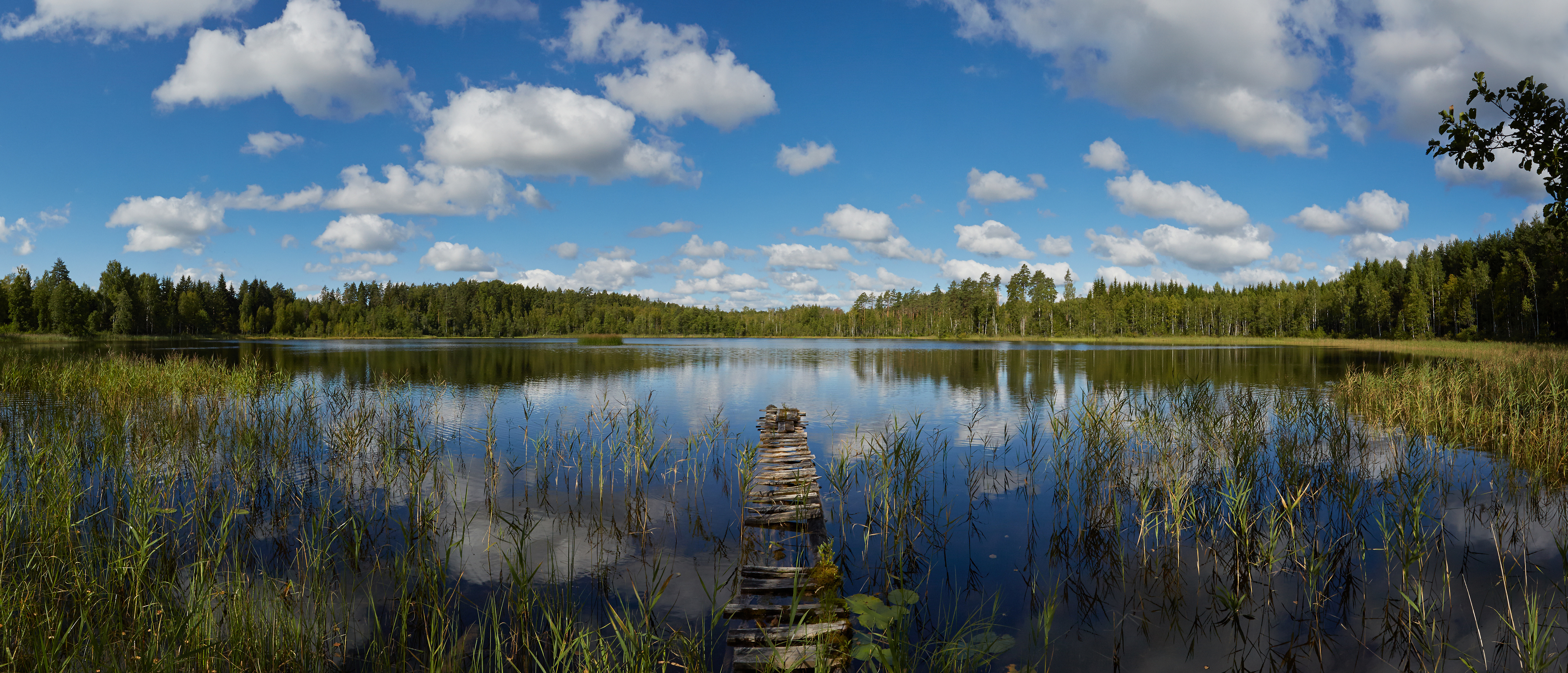
Aalupi-tó
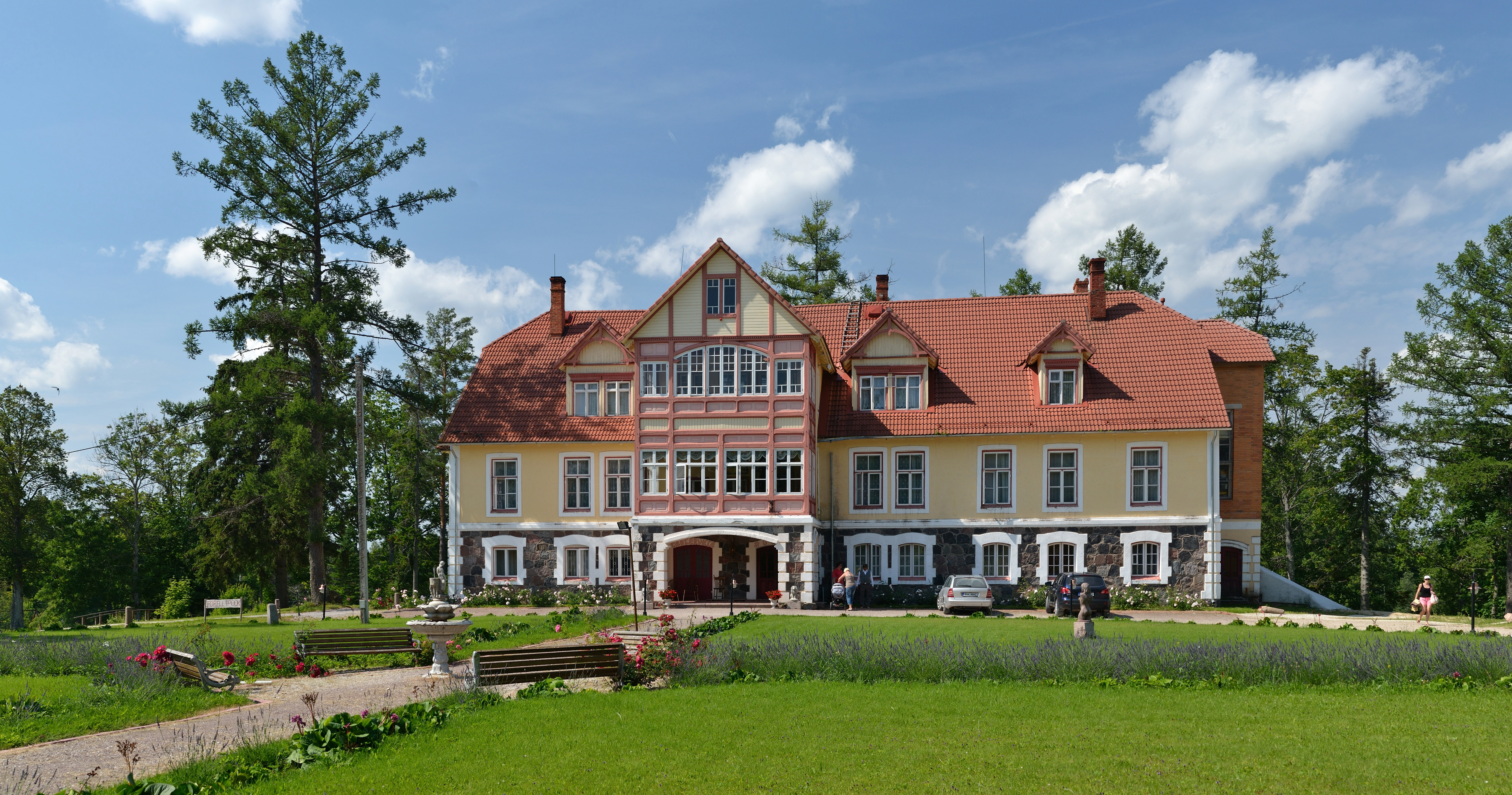
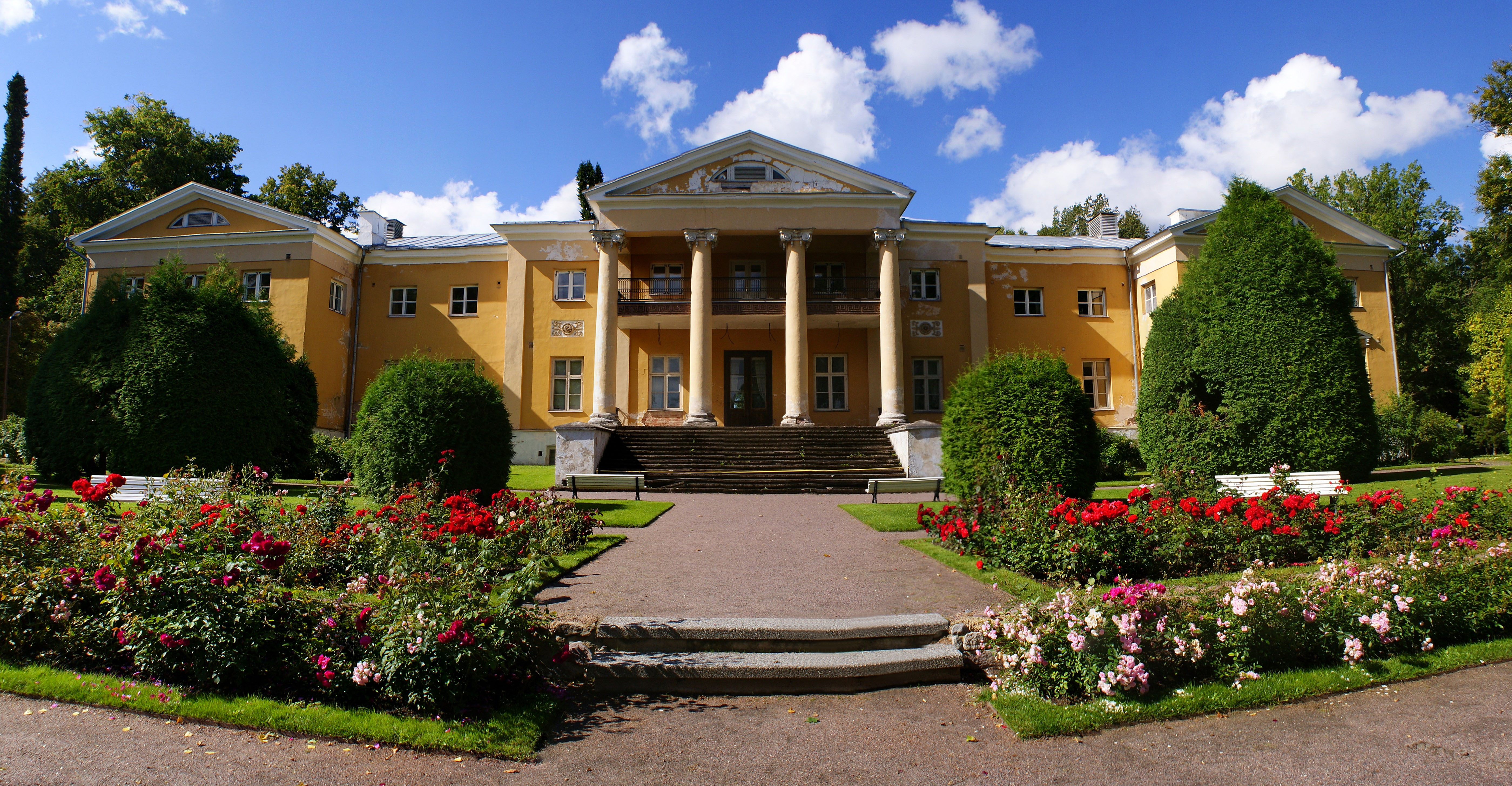
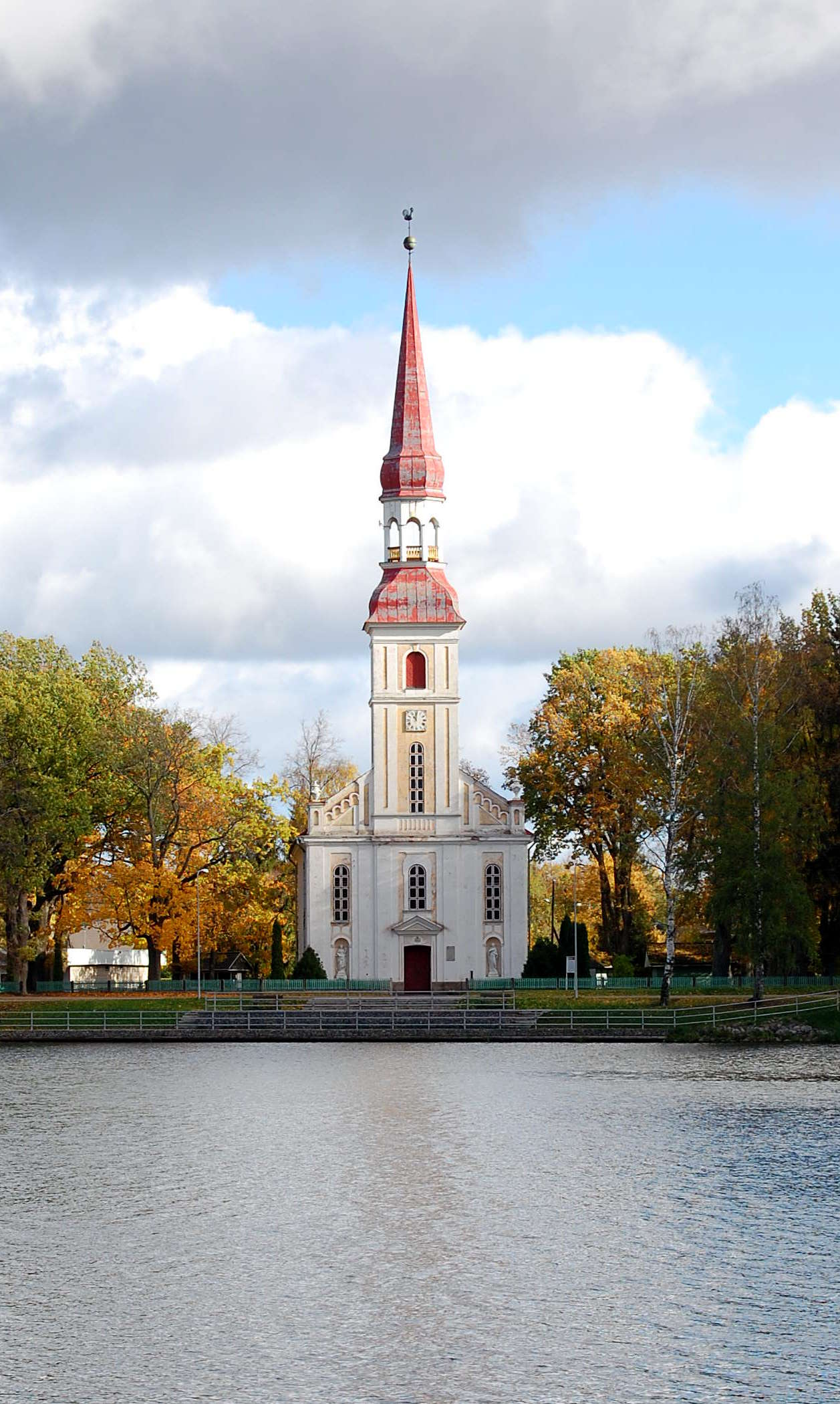
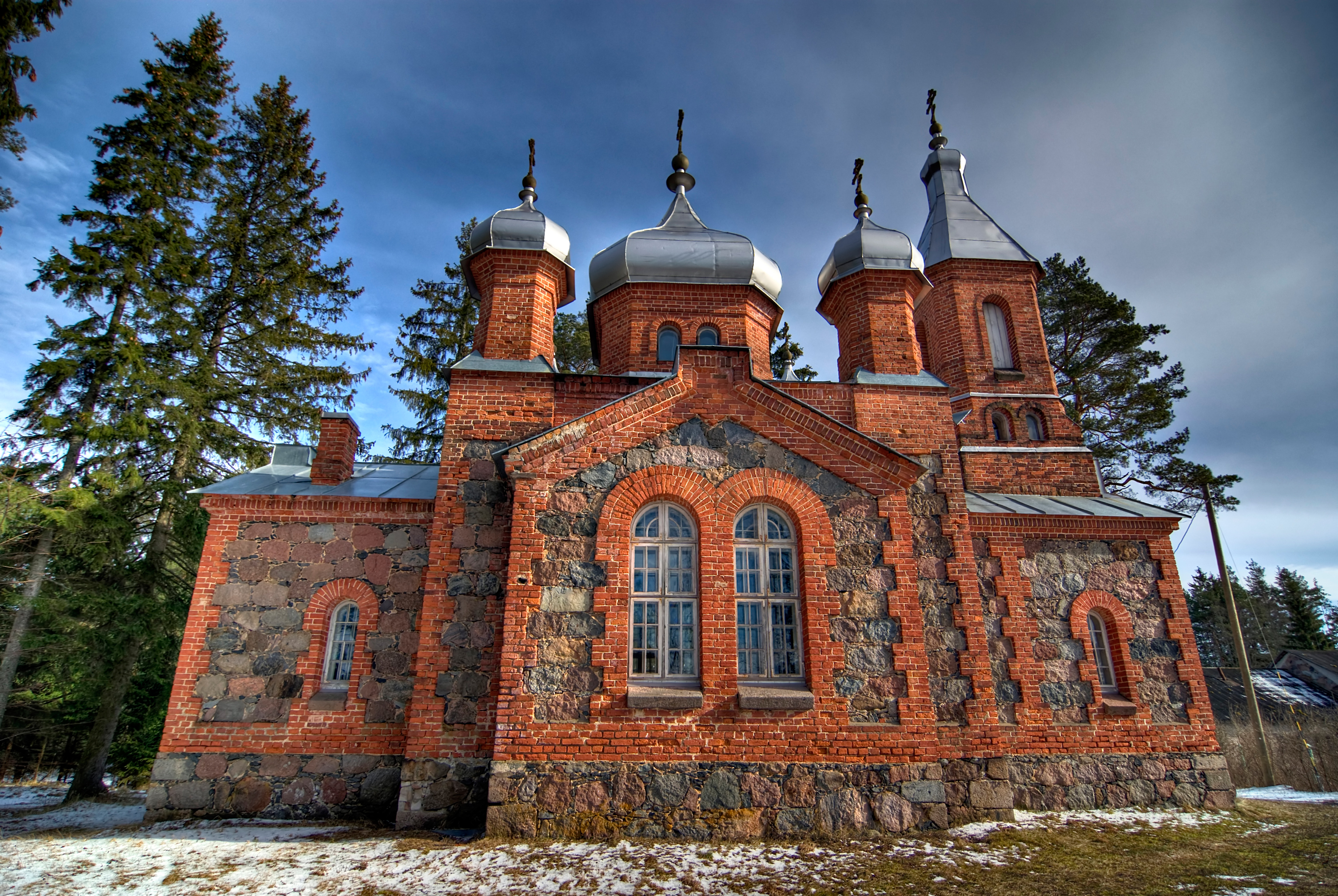
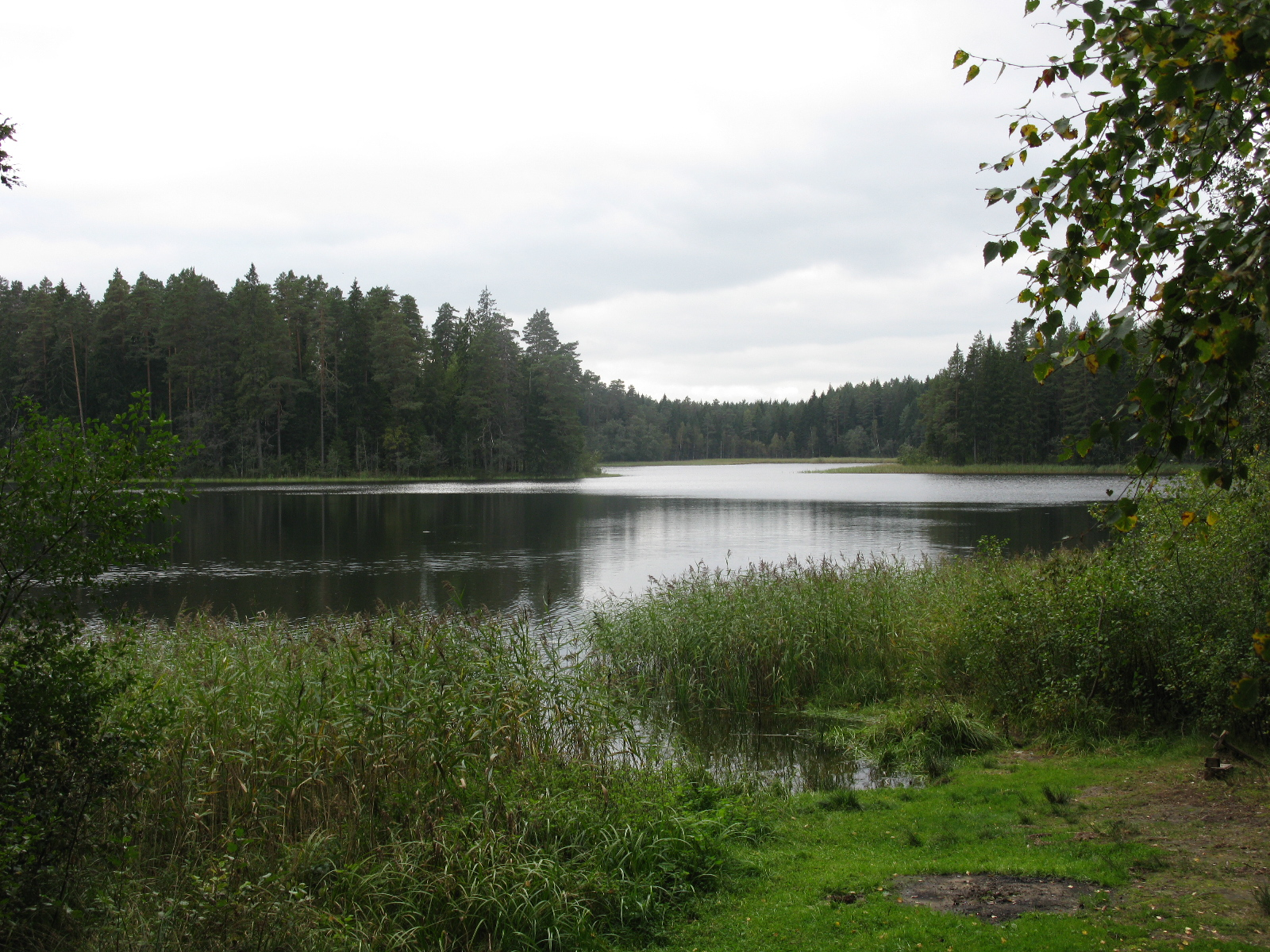
A Kõvverjärv-tó
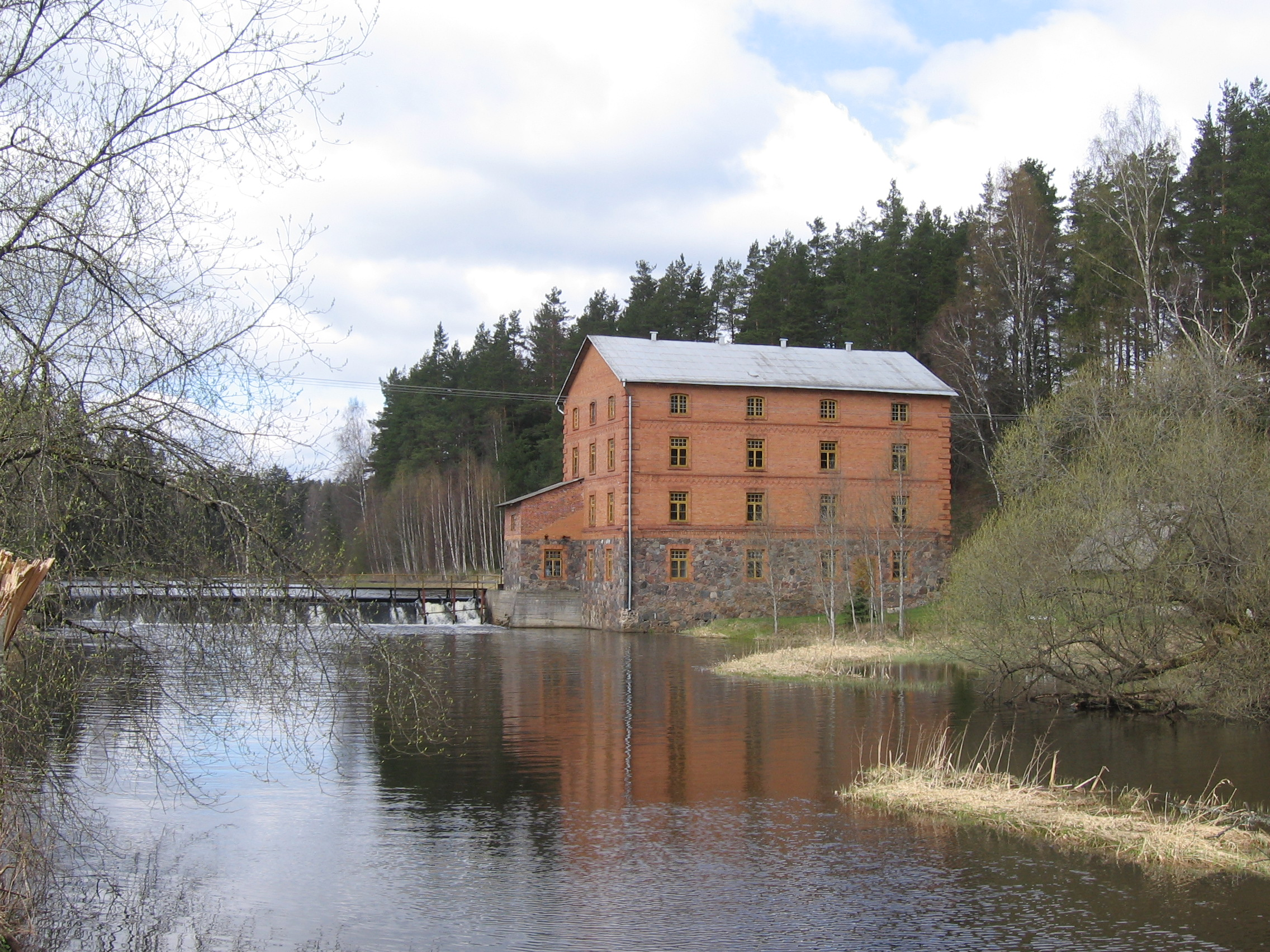
Kiidjärve vízimalom

## Fordítás
Ez a szócikk részben vagy egészben  a   Põlva County című angol Wikipédia-szócikk ezen változatának fordításán alapul.  Az eredeti cikk szerkesztőit annak laptörténete sorolja fel. Ez a jelzés csupán a megfogalmazás eredetét és a szerzői jogokat jelzi, nem szolgál a cikkben szereplő információk forrásmegjelöléseként.